# Přemysl Bičovský
Přemysl Bičovský (ur. 18 czerwca 1950 w Košťanach), czeski piłkarz występujący na pozycji środkowego pomocnika.
Występował w zespołach: Dukli Praga, FK Teplice, Bohemians 1905, SC Eisenstadt i VfB Mödling. W reprezentacji Czechosłowacji wystąpił 44 razy, wraz z drużyną uczestniczył w MŚ 1982 w Hiszpanii, gdzie Czechosłowacja nie wyszła z grupy.